# Ouled M'Barek
Ouled M'Barek (arabiska: اولاد امبارك) är en ort i Marocko, som i folkräkningen räknas som stad i landskommunen med samma namn. Den ligger i provinsen Béni Mellal och regionen Béni Mellal-Khénifra, 200 km söder om huvudstaden Rabat. Antalet invånare var 10 843 vid folkräkningen 2014.